# Hanan Pacha
El concepto de Hanan Pacha (en aimára Hanaq Pacha), desde las cosmovisiones y estudios andinos, hace referencia al mundo superior, o mundo de arriba. Desde algunas perspectivas, el cosmos andino es tripartito, compuesto por el Ukhu Pacha (mundo interior), el Hanan Pacha (mundo superior), y el Kay Pacha (este mundo).

## Etimología
En general, el concepto Hanan Pacha hace referencia a los 'mundos de arriba'. El término está compuesto por dos palabras quechua:
- Hanan que se traduce normalmente como 'arriba'[6]
- Pacha que se puede traducir como:
  - 'lugar, tierra, suelo, región, época'[7][8][9]
  - 'momento-mundo'[10]

## Estudios etnohistóricos
En sus escritos del siglo XVI y XVII, el misionero jesuita Diego González Holguín y el fraile dominico Domingo de Santo Tomás interpretan desde la cultura quechua indistintamente los términos janaj y janan como espacios ubicados en la zona de arriba. En cambio, en 1612 el sacerdote jesuita Ludovico Bertonio si hace una distinción de los términos desde la cultura aimára:
- Laccampu (janan pacha) es descrita como una cubierta donde vuelan los pájaros, el lugar de las nubes que inclusive llega hasta las estrellas;hace referencia al arriba físico.
- Alakhpacha (janaj pacha) es descrito como el lugar donde moran los «santos».  La raíz 'alaa' es una preposición, con sentido de “arriba”, “encima” o “sobre”; pero hace referencia a un lugar metafísico.[12]

## Estudios etnográficos

### En el curanderismo norteño
Al estudiar la cosmología de los Andes del norte peruano, el antropólogo italiano Mario Polia hace referencia a las creencias de los curanderos de la mesa norteña, en donde se manifiesta en sus altares la división del cosmos en tres niveles, y circula una energía que busca el equilibrio entre el mundo de arriba y el mundo de abajo. De acuerdo a esta cosmología, en las aguas del mundo de abajo, el Ukku Pacha, habita la serpiente Amaru la cual emerge hacia el mundo de arriba, el Hanan Pacha, para luego volver a la tierra como un relámpago acompañado por la lluvia.